# 1886년 타라웨라산 분화
1886년 타라웨라산 분화(영어: 1886 eruption of Mount Tarawera)는 1886년 6월 10일 뉴질랜드 타라웨라산이 대분화한 사건을 말한다.

## 개요
1886년 6월 10일, 타라웨라산은 대분화를 일으켰다. 오전 2시경에는 화산성 지진이 많아지고, 폭발 소리가 몇 번 울렸다. 그리고 2시 30분경에 연기가 분출하고, 발진이 확인되었다. 연기는 여전히 분출, 오전 3시 30분경 분석이 화구에서 흩날렸다. 이로 인해 약 150명의 사망자가 나왔다. 화산 폭발 지수 5에 달하는 엄청난 폭발이었다. 그리고 이 화산이 분화하였을 때, 세계의 아름다운 경관 중 하나였던 핑크 앤드 화이트 테라스 온천이 파괴되어 사라지고 말았다. 또한 로토마하나 호 옆에는 와이망구라는 새로운 화산이 형성되었다.

## 같이 보기
- 핑크 앤드 화이트 테라스